# Crazy Kung-Fu
Pour plus de détails, voir Fiche technique et Distribution.
Crazy Kung-Fu (功夫, Gōngfu) est un film hongkongais réalisé par Stephen Chow, sorti en 2004.

## Synopsis
La Chine pré-révolutionnaire. Les gangs font la loi dans les rues des grandes cités et notamment le gang de la Hache. Seuls quelques quartiers peuplés d'habitants pauvres qui ne présentent aucun intérêt lucratif sont laissés tranquilles. C’est dans un de ces quartiers que se cache une poignée de maîtres du kung-fu qui tentent tant bien que mal de dissimuler leurs pouvoirs afin de ne pas attirer les ennuis sur leur entourage.
C’est alors qu’arrive Sing, gangster minable dont l'ambition est de rejoindre le gang de la Hache afin de quitter définitivement ses habits de perdant qui lui collent à la peau. Il décide alors de se faire passer pour un membre éminent du gang de la Hache pour arnaquer ce quartier d’irréductibles Chinois. L’altercation entre Sing et les habitants du lieu se finit mal et attire de vrais membres du gang de la Hache. Les anciens maîtres du kung-fu ont alors le choix entre ne rien faire et laisser périr les gens ou sortir de leur anonymat et déclencher une guerre redoutable.

## Fiche technique
- Titre : Crazy Kung Fu
- Titre original : Gōngfu (功夫)
- Titre anglais : Kung Fu Hustle
- Réalisation : Stephen Chow
- Scénario : Tsang Kan-cheung, Stephen Chow et Chan Man-keung
- Musique : Raymond Wong
- Photographie : Poon Hang-sang
- Montage : Angie Lam
- Production : Stephen Chow, Chui Po-chu, Jeffrey Lau, Bill Borden, David Hung, Wang Zhonglei et Zhao Hai-cheng
- Société de production : Columbia Pictures Film Production Asia, Star Overseas, Beijing Film Studio, Taihe Film Investment, China Film Group et Huayi Brothers
- Sociétés de distribution : Huayi Brothers (Chine) ; Sony Pictures Releasing (États-Unis) ; Gaumont Columbia TriStar Films (France)
- Budget : 20 000 000 $[1]
- Pays d'origine :  Hong Kong
- Lieu de tournage : Shanghai ( Chine)
- Langue : cantonais
- Format : Couleurs - 2,35:1 - DTS / Dolby Digital / SDDS - 35 mm
- Genre : Kung-fu, Comédie
- Durée : 99 minutes
- Dates de sortie : 
  - 14 septembre 2004 (festival du film de Toronto)
  - 23 décembre 2004 (Hong Kong), 22 avril 2005 (Canada)
  - 8 juin 2005 (France)
  - 13 juillet 2005 (Belgique)

## Distribution
- Stephen Chow (VF : Sébastien Desjours) : Sing
- Yuen Qiu (VF : Brigitte Virtudes) :  La propriétaire, Juliette
- Yuen Wah (VF : Gabriel Le Doze) : Le propriétaire, Roméo
- Danny Chan Kwok Kwan (VF : Laurent Morteau) : Frère Sum, chef du gang de la hache
- Bruce Leung (VF : Patrice Baudrier) : Nuage de feu infernal
- Xing Yu (VF : Damien Ferrette) : Coolie, 12 coups de pied de l'école Tam
- Dong Zhi-hua (VF : Patrick Mancini) : Beignet, le boulanger
- Chiu Chi-ling  (VF : Daniel Lafourcade) : le tailleur
- Eva Huang Sheng-yi (VF : Jade Nadja Nguyen (Jade Nguyen) : Fong, la jeune fille muette vendeuse de sucreries
- Tin Kai-man (VF : Thierry Wermuth) : Conseiller du gang à la hache
- Chen Kai Shi (VF : Jade Nadja Nguyen (Jade Nguyen) : Jane dents de cheval
- Lam Chi-chung (VF : Luc Boulad) : Os, l'ami de Sing
- Lam Suet : Le vice général du gang à la hache
- Jia Kang-xi : Harpiste #1
- Fung Hak-on : Harpiste #2
- Yuen Cheung-yan : Mendiant

 Source et légende  : Version Française (V.F.) sur Voxofilm

## Accueil
Le film a connu un important succès commercial, rapportant environ 100 914 000 $ au box-office mondial pour un budget de 20 000 000 $. En France, il a réalisé 397 616 entrées.
Il a reçu un accueil critique favorable, recueillant 90 % de critiques positives, avec une note moyenne de 7,7/10 et sur la base de 181 critiques collectées, sur le site agrégateur de critiques Rotten Tomatoes. Sur Metacritic, il obtient un score de 78/100 sur la base de 38 critiques collectées.

## Autour du film
- Les chorégraphies sont signées Sammo Hung (parti en cours de tournage) et Yuen Woo-ping. Ce dernier est internationalement connu pour s'être occupé de celles de Matrix et Tigre et Dragon.
- En 2005, Crazy Kung-fu est le film en langue étrangère qui a eu la plus importante exploitation en salles aux États-Unis.
- Deux scènes n'ont pas été réalisées par Stephen Chow mais par Sammo Hung : celle où l'on voit les trois maîtres combattre un millier d'hommes en costumes noirs, et celle où deux des trois maîtres combattent à nouveau, de nuit, contre deux musiciens.

## Distinctions

### Récompenses
- Prix pour le meilleur film, meilleur second rôle masculin (Yuen Wah), meilleures chorégraphies (Yuen Woo-ping), meilleur montage (Angie Lam), meilleurs effets spéciaux et meilleurs effets sonores, lors des Hong Kong Film Awards 2005
- Prix du film du mérite, lors des Hong Kong Film Critics Society Awards 2005
- Golden Horse Film Festival 2005 : meilleur film, meilleure réalisation, meilleure actrice dans un second rôle (Yuen Qiu), meilleurs costumes et maquillages, meilleurs effets visuels
- Silver Scream Award au Festival du film fantastique d'Amsterdam 2005
- Critics' Choice Movie Award du meilleur film en langue étrangère 2006

### Nominations
- Nominations pour le prix du meilleur acteur (Stephen Chow), meilleure actrice (Yuen Qiu), meilleur réalisateur, meilleur second rôle masculin (Chan Kwok-kuen), meilleur scénario, meilleure photographie (Poon Hang-sang), meilleure direction artistique, meilleure musique (Raymond Wong) et meilleurs costumes, lors des Hong Kong Film Awards 2005
- Golden Horse Film Festival 2005 : meilleur acteur dans un second rôle (Yuen Wah), meilleurs décors, meilleure photographie, meilleur montage, meilleur son
- Satellite Awards 2005 : meilleur film musical ou comédie, meilleure actrice dans un second rôle (Yuen Qiu), meilleure photographie, meilleur montage, meilleur son, meilleurs effets visuels
- British Academy Film Award du meilleur film en langue étrangère 2006
- Golden Globe du meilleur film en langue étrangère 2006